# Rionero Sannitico
Rionero Sannitico är en ort och kommun i provinsen Isernia i regionen Molise i Italien. Kommunen hade 1 095 invånare (2018).